# Murcijské království
Murcijské království (španělsky Reino de Murcia) bylo správní jednotkou Kastilské koruny od svého znovudobytí v roce 1266 až do správní reformy Španělska, kterou roku 1833 provedl Javier de Burgos. Rozkládalo se převážně na území dnešního murcijského regionu ‎a zahrnovalo i malé části provincií Albacete, Alicante ‎ a Jaén‎.
‎Titul „král Murcie“ používali panovníci Kastilské koruny a dnes představuje jeden z historických titulů španělské koruny.

## Historie
Aragonský král Jakub I. vedl od roku 1232 boj proti maurským taifským královstvím na španělském pobřeží Středozemního moře, který vyvrcholil dobytím Valencijského království v roce 1238. Poté zatlačil Maury dále na jih, ale když vstoupil na území taifského království Murcia, dostal se do střetu se zájmy Kastilské koruny, která o tuto zemi usilovala kvůli přístupu ke Středozemnímu moři. Syn kastilského krále Alfons X. Murcii 1. května 1243 dobyl pro Kastilii. Murcie se tak stala fakticky kastilským protektorátem. Jakub I. a Alfons X. spolu 26. března 1244 uzavřeli smlouvu z Almizry, v níž dohodli vymezení hranic mezi zisky obou křesťanských království, čímž si Kastilie zajistila přístup ke Středozemnímu moři.

Vlajka do roku 1361

V roce 1263 Maurové povstali a setřásli křesťanskou nadvládu. Jakub I. však roku 1266 dobyl hlavní město Murcii zpět a vrátil ho s celým královstvím svému kastilskému zeti Alfonsu X. Ve smlouvách z Torrellas (8. srpna 1304) a z Elche (19. května 1305), které za Aragonské království podepsal Jakub II. Aragonský, bylo dohodnuto poslední územní rozdělení mezi Kastilií a Aragonií. Aragonské království podle nich získalo města Medio Vinalopó‎‎, ‎‎Bajo Vinalopó‎‎, Campo de Alicante ‎‎‎‎ a ‎‎Vega Baja del Segura‎‎, jež byla připojena k Valencijskému království, které bylo součástí Aragonie. Smlouvy pak opětovně potvrdily institucionální spojení převážné části Murcie s Kastilií. ‎
V rámci územní reorganizace, jež byla součástí správní reformy Španělska, kterou roku 1833 provedl ministr vnitra Francisco Javier de Burgos,‎ bylo Murcijské království, ‎stejně jako ostatní království ve Španělsku, zrušeno a rozděleno na provincie Albacete a Murcia. V rámci španělského přechodu k demokracii se provincie Albacete posléze stala součástí autonomního společenství Kastilie – La Mancha.
Roku 1982 se Murcie stala v rámci administrativního uspořádání Španělska jedním ze 17 autonomních regionů zvaných autonomní společenství (comunidades autónomas).